# BonoLoto

Logotipo de Bonoloto.

La BonoLoto es un juego de azar regulado por Loterías y Apuestas del Estado (LAE) de España, basado en la tradicional lotería de números o primitiva. El juego se estrenó el 28 de febrero de 1988.
El sorteo de la BonoLoto se efectúa diariamente de lunes a domingos a las 21:30h en el Salón de Sorteos de Loterías y Apuestas del Estado situado en la calle Capitán Haya, número 53 de Madrid.
La edad mínima para participar en el sorteo es de 18 años.

## Reglamento y premios
Cada semana se realizan siete sorteos independientes, de lunes a domingos. Cada apuesta tiene un valor de 0,50 euros, siendo el sorteo más económico de todos los que realiza Loterías y Apuestas del Estado.
Existen dos modalidades de juego: una diaria, en la cual el boleto se sella únicamente para el sorteo del día, y es obligatorio realizar un mínimo de dos apuestas iguales o diferentes; y otra semanal o de abono, en la cual el boleto se sella para todos los sorteos de la semana correspondiente (o los que resten después de la fecha de sellado del boleto si se realizará con la semana empezada). En esta modalidad no hay imposición sobre el número de apuestas.
En cada apuesta simple se deben marcar seis números diferentes entre el 1 y el 49. Al sellar el boleto el terminal generará un número aleatorio entre el 0 y el 9 que corresponderá al Reintegro.
En el sorteo, se extraen de un bombo seis bolas entre el 1 y el 49 que conformarán la combinación ganadora, y después una séptima bola correspondiente al número complementario. Después, de otro bombo con diez bolas entre el 0 y el 9 se extrae una de ellas que corresponderá al reintegro.
Se destinará al fondo de premios el 55 % de la recaudación total más posibles fondos de primera categoría acumulados de sorteos anteriores. De ese 55% de lo recaudado destinado al fondo de premios, el 10% se destina al pago de premios de la categoría del Reintegro y el 45% restante al pago de premios de las restantes 5 primeras categorías. El fondo destinado a la 5ª categoría se deduce del importe de multiplicar el premio fijo de 4 euros por cada apuesta acertada. El fondo destinado a las 4 primeras categorías se obtiene de restarle el fondo destinado a la 5ª categoría al 45% de la recaudación destinada al pago de premios de las primeras 5 categorías. El reparto de premios de las primeras 4 categorías, así como las restantes, se distribuye de la siguiente forma:
Sea el "Fondo Restante" = 45% de la recaudación menos el fondo destinado a la 5ª categoría;
- 1.ª Categoría (6 aciertos): 55% del Fondo Restante, más el fondo destinado a esta categoría del sorteo anterior, si no hubo acertante.
- 2ª Categoría (5 aciertos + n.º complementario): 20% del Fondo Restante.
- 3ª Categoría (5 aciertos): 10% del Fondo Restante.
- 4ª Categoría (4 aciertos): 15% del Fondo Restante.
- 5ª Categoría (3 aciertos): 4 euros por apuesta acertada (que equivale al 45% de la recaudación menos el fondo destinado a las 4 primeras categorías).
- Reintegro: En la modalidad diaria se devuelve el importe de la apuesta del sorteo jugado, mientras que en la modalidad de abono se devuelve la parte de la apuesta que equivale a la apuesta diaria y de todos aquellos días en los que se haya acertado el reintegro de los sorteos jugados, destinándose para el montante total de este premio el 10% de la recaudación.

En el caso de en una misma categoría aparecieran varios acertantes, el premio correspondiente se repartiría a partes iguales entre los acertantes de la categoría. Si con el reparto sucediera que una categoría inferior recibiera un premio por apuesta mayor que una categoría superior, se juntaría el fondo de ambas categorías y se repartiría a partes iguales entre todos los acertantes de las dos categorías.
Además, desde 2013 todos los premios dejaron de considerarse ingresos que no tributan en la declaración y pasaron a estar sujetos a impuestos tras la aprobación de la Ley 16/2012, de 27 de diciembre. En la actualidad, para premios superiores a 40 000 € hay que pagar un 20% de impuestos, cantidad que Loterías y Apuestas del Estado descuenta antes del pago del premio.

## Cobro de premios
El cobro de los premios se hace de dos maneras diferentes dependiendo de la cantidad ganada:
- Los premios con importe inferior a 2.000 € podrán hacerse efectivos en cualquier establecimiento de Loterías y Apuestas del Estado. Cuando la cuantía del premio sea igual o superior a 1.000 €, el pago del premio no se podrá realizar en efectivo, pudiéndose realizar este mediante transferencia bancaria, cheque o bizum.

- Los premios que superen los 2.000 € sólo se podrán hacer efectivos en las entidades bancarias colaboradoras de Loterías y Apuestas del Estado, siendo estas en la actualidad únicamente 2: BBVA y La Caixa.

## Probabilidades de acierto y premio medio esperado
En la BonoLoto hay 49 números diferentes y para la combinación ganadora se extraen seis, además de uno extra que hace de número complementario (C). También se extrae otra bola de otro bombo (con diez bolas del 0 al 9) que sirve para definir el reintegro (R). El jugador no elige el número del reintegro sino que éste número viene dado por la máquina expendedora (posiblemente al azar).
Existen 13.983.816 posibles combinaciones de 6 números sobre 49 números posibles.
Las probabilidades de acertar los premios de las diversas categorías en la Bono Loto, así como la esperanza matemática de premio para cada una de ellas son:
| Categoría     | Aciertos | Probabilidad de acierto | Probabilidad de acierto (en %) | Premio esperado      |
| ------------- | -------- | ----------------------- | ------------------------------ | -------------------- |
| 1.ª categoría | 6        | 1 entre 13.983.816      | 0.00000715%                    | 1.000.000 €          |
| 2ª categoría  | 5 + C    | 1 entre 2.330.636       | 0.0000439%                     | 80.000 €             |
| 3ª categoría  | 5        | 1 entre 55.491          | 0.0018%                        | 1.000 €              |
| 4ª categoría  | 4        | 1 entre 1.032           | 0.09686%                       | 30 €                 |
| 5ª categoría  | 3        | 1 entre 57              | 1.765%                         | 4 € (premio fijo)    |
| Reintegro     | R        | 1 entre 10              | 10%                            | 0,50 € (premio fijo) |

La probabilidad de obtener algún premio (exceptuando el reintegro) es de 1.86%. Por tanto, la probabilidad de no obtener ningún premio (distinto del reintegro) es de 98.14% Por otro lado, la probabilidad de no obtener ningún premio (ni siquiera el reintegro) es 88,32%

## Impuestos de la Bonoloto
La crisis de 2008 hizo mella en la economía española. Tanto que en 2012 la situación económica estaba tan comprometida que España tuvo que aceptar el rescate de la banca por parte de la Unión Europea y el Fondo Monetario Internacional. La búsqueda de ingresos extra que ayudaran a corregir los desequilibrios que estaban afectando a la economía era la obsesión del por aquel entonces Ministro de Hacienda, Cristóbal Montoro.
El 27 de diciembre de 2012 se aprobó la ley 16/2012 mediante la cual se introdujeron "diferentes medidas en el ámbito tributario con el fin de consolidar las finanzas públicas y, de este modo, corregir lo antes posible los principales desequilibrios que afectas a la economía española". Entre otras muchas medidas, una de ellas gravaba los premios derivados de los premios de la Lotería, entre ellos los de BonoLoto.
Comenzado el 2013, la ley entra en vigor y los premios de la lotería pasarían a estar sujetos a un gravamen del 20%. Una parte de los mismos siempre quedaría exenta. Desde 2013 hasta 2020 la cantidad exenta ha ido variando hasta la configuración actual tal y como recoge la Agencia Tributaria.
De vuelta en los tiempos actuales, la sociedad ha seguido avanzando hasta el punto de que han surgido empresas que ofrecen seguros que cubren estos impuestos. Estos seguros consisten en el pago de una prima por apuesta y, si la apuesta asegurada, coincide con un premio sujeto a impuestos de BonoLoto, la compañía aseguradora te devolvería el dinero de los impuestos.

## Otros métodos de Juego
En la BonoLoto, al igual que en otros sorteos de lotería primitiva de LAE, también se pueden jugar múltiples. En lugar de elegir 6 números, el apostador puede jugar más números: 7, 8, 9, 10 y 11. Por otra parte, también existe la posibilidad de jugar en un boleto oficial de 5 números, siendo esta una apuesta múltiple en la que siempre el número que falta esta automáticamente acertado. El precio de estas apuestas quedaría de este modo:
- Múltiple de 7 números: 3,50 euros (7 apuestas)
- Múltiple de 8 números: 14 euros (28 apuestas)
- Múltiple de 9 números: 42 euros (84 apuestas)
- Múltiple de 10 números: 105 euros (210 apuestas)
- Múltiple de 11 números: 231 euros (462 apuestas)

Hay muchas más posibilidades de acertar en una apuesta múltiple que en una sencilla, y al acertar una apuesta en una múltiple también se aumentan los premios.